# Kommaregeln der deutschen Sprache
Das Komma (Plural: Kommata oder Kommas), österreichisch Beistrich, dient in der Schriftsprache dazu, Teile eines Satzes voneinander abzugrenzen. Dadurch erhalten Texte eine übersichtlichere und ihrem Sinn angepasste Struktur, wodurch das Lesen erheblich erleichtert wird.
Die Kommaregeln, nach denen der Beistrich zu setzen ist, unterscheiden sich in verschiedenen Sprachen, jedoch trennt ein Komma immer schwächer als ein Punkt und entscheidet oft den Sinn eines Satzes. Außerdem können Kommata Sprechpausen hervorheben und Wortgruppen oder Satzteile abgrenzen oder markieren. Oft kann man statt des Kommas Semikolon, Punkt oder Gedankenstrich setzen, aber auch Klammern sind möglich.
Die Kommaregeln der deutschen Sprache sind im amtlichen Regelwerk Deutsche Rechtschreibung. Regeln und Wörterverzeichnis in den Paragraphen 70 bis 73 festgelegt. Sie wurden zuletzt 2023 nach öffentlicher Anhörung zur Aktualisierung am 15. Dezember beschlossen und gelten nach ihrer Veröffentlichung seit dem 1. Juli 2024 verbindlich für Deutschlands Schulen und Verwaltung, wie der Rat für deutsche Rechtschreibung zwei Tage später der Presse mitteilte.
Es war 2004 mit der Einsetzung des Rates erstmals erstellt und 2006 überarbeitet worden. Die Kultusministerkonferenz hatte am 2. März 2006 einstimmig verfügt, dass das neue Regelwerk ab 1. August 2006 mit einjähriger Übergangsfrist bundeseinheitlich in Schulen anzuwenden ist. 2016 folgte eine Neufassung, die man 2017 veröffentlichte und zuletzt 2018 überarbeitete.

## Kommaregeln
In der deutschen Sprache werden Kommata prinzipiell nach grammatikalischen Regeln gesetzt statt nach phonetischen, wie es in manchen anderen Sprachen zur Kennzeichnung von Sprechpausen geschieht. Die grammatikalischen Regeln führen allerdings regelmäßig – wenn auch nicht zwingend – dazu, dass man ein Komma dort setzt, wo man in der gesprochenen Sprache eine Sprechpause einlegt, da der Sprechrhythmus oft der grammatikalischen Struktur eines Satzes folgt.
Richtig gesetzte Kommata erleichtern das Lesen. Falsch gesetzte oder fehlende Kommata können den Lesefluss erschweren (mögliche Folge: Holzwegeffekt) oder die Bedeutung eines Satzes verfälschen (mögliche Folge: Ambiguität).
Beispiel: „Petra erbte den Schmuck nicht aber ihr Mann.“
Es gibt zwei mögliche Interpretationen:
„Petra erbte den Schmuck, nicht aber ihr Mann.“
„Petra erbte den Schmuck nicht, aber ihr Mann.“

### Reihungen (Aufzählungen)

#### Allgemeines
Die deutschen Rechtschreibregeln 2024 behandeln das Komma bei einer Reihung in den §§ 70 und 71 auf den Seiten 115 und 116.
Werden in einem Satz Satzteile (das können ein- oder auch mehrwortige Satzteile sein) mit gleicher syntaktischer Funktion aufgezählt oder verbindend genannt, so kann ihre Abtrennung entweder durch Konjunktionen oder durch Kommata erfolgen. Die gleichzeitige Verwendung von Konjunktion (v. a. „und“, „oder“ und „sowie“) und Komma ist hingegen bei Aufzählungen ausgeschlossen, es sei denn, dass es sich um gereihte Hauptsätze handelt, die mit einer Konjunktion verbunden sind; dann kann man ein Komma setzen, um die Gliederung des Ganzsatzes zu verdeutlichen. (Bsp.: „Nimm das Geld[,] oder lass es bleiben.“ → Konjunktionen)
„Wir besitzen einen Hund und eine Katze und eine Maus und einen Vogel.“
wird so zu
„Wir besitzen einen Hund, eine Katze, eine Maus und einen Vogel.“
Das gilt auch, wenn man unabhängige, grammatikalisch vollständige Sätze (Hauptsätze) (beispielsweise aufgrund ihrer großen inhaltlichen Nähe) zu einem Komplex zusammenfassen möchte.
„Sie riss die Tür auf. Sie sah den Toten. Sie schrie.“
wird so zu
„Sie riss die Tür auf, sie sah den Toten, sie schrie.“
Verkürzt (aber je nach Anlass auch weniger dramatisch) schreibt man auch
„Sie riss die Tür auf, sah den Toten und schrie.“
Diese Regel gilt auch bei Aufzählungen, die mit Aufzählungszeichen gegliedert sind:
Die Frau
- riss die Tür auf,
- sah den Toten und
- schrie.

Sind die einzelnen Teile einer Aufzählung komplex, so kann man auch das Semikolon verwenden:
Die Frau
- riss die Tür auf, die entgegen den Vorschriften nicht verschlossen war;
- eilte mit großen Schritten hinein;
- sah beim Betreten des Raumes, dass der Schmuck fehlte und dass mitten im Zimmer ein Toter lag, den sie auf Anhieb nicht erkennen konnte, und schrie vor Schrecken.

#### Konjunktionen als Reihung
Das Komma steht ebenfalls zwischen Satzteilen, die durch Konjunktionen in der Art einer Aufzählung verbunden sind, beispielsweise bei
- einerseits …, andererseits …
- zum einen …, zum anderen …
- teils …, teils …
- nicht nur/bloß …, sondern (auch) …
- zwar …, aber/jedoch …

Beispiel:
Einerseits will er alles haben, andererseits möchte er nichts dafür geben.
Er ist nicht nur blau, sondern stockbesoffen.

#### Reihungen von Adjektiven
Sind zwei aufeinander folgende Adjektive nicht gleichrangig, so steht zwischen ihnen kein Komma.
Beispiel: „die allgemeine wirtschaftliche Lage“. Bei der Prüfung, ob zwei aufeinander folgende Adjektive gleichrangig sind oder nicht, kann man einen groben Ersetzungs-Test durchführen: Lässt sich zwischen die betreffenden Adjektive sinnvollerweise ein „und“ einfügen? Falls ja, sind die fraglichen Worte gleichrangig und ein Komma muss gesetzt werden – falls nein, sind sie es nicht. Anwendung auf das genannte Beispiel: Ist die „allgemeine wirtschaftliche Lage“ eine „allgemeine und wirtschaftliche Lage“? Nein, die Lage ist nicht allgemein und wirtschaftlich. Also wird kein Komma zwischen „allgemein“ und „wirtschaftlich“ gesetzt. Ein solcher Ersetzungs-Test verlangt jedoch sprachliches Fingerspitzengefühl.
Häufig kann der Schreibende dadurch, dass er ein Komma setzt oder aber weglässt, deutlich machen, ob er die verwendeten Adjektive als gleichrangig verstanden wissen will oder nicht. Der Unterschied wird an folgendem Beispiel deutlich:
1. Bei der Produktion werden neue, umweltfreundliche Verfahren angewandt.
2. Bei der Produktion werden neue umweltfreundliche Verfahren angewandt.
In Satz 1 beziehen sich die Adjektive „neu“ und „umweltfreundlich“ beide auf das Substantiv „Verfahren“, beide Adjektive haben den gleichen Rang. Satz 1 kann man wie folgt paraphrasieren:
1′. Bei der Produktion werden Verfahren angewandt, die neu und umweltfreundlich sind.
In Satz 2 dagegen bezieht sich das erste Adjektiv „neu“ auf den ganzen Ausdruck „umweltfreundliche Verfahren“, einschließlich des zweiten Adjektivs. Satz 2 kann man wie folgt paraphrasieren:
2′. Bei der Produktion werden umweltfreundliche Verfahren angewandt, die neu sind.
In derartigen Fällen wird also durch das Setzen bzw. Weglassen des Kommas zwischen aufeinander folgenden Adjektiven ein inhaltlicher Unterschied markiert. Deutlich wird dies auch, wenn man sich den Satz mit korrekter Betonung laut vorliest: Macht man nach „neue“ eine Sprechpause und betont das folgende „umweltfreundliche“, so schreibt man ein Komma. Das Komma wird in diesem Beispiel sozusagen „hörbar“.
Vgl. hierzu auch folgende Sätze:
3) Möchtest du heute den grünen neuen Pullover anziehen? Sinn: Es gibt mehrere neue Pullover. Einer ist grün.
4) Möchtest du heute deinen grünen, neuen Pullover anziehen? Sinn: Jemand hat diverse Pullover, von denen einer erstens neu und zweitens grün ist.
5) Mein alter fieser Chef ist auch mein neuer fieser Chef.
6) Mein alter, fieser Chef geht bald in Rente.
Beispiele vom Duden:
„Mit Komma:
- ein süßes, klebriges Getränk
- ein schwarzer, breitkrempiger Hut

Aber ohne Komma:
- die jüngsten politischen Entwicklungen
- ein Glas dunkles bayerisches Bier (»bayerisches Bier« wird hier als Einheit angesehen, die durch »dunkles« näher bestimmt ist)
- ein seltsam süßes Getränk (»seltsam« wird hier adverbial gebraucht; es bezieht sich nur auf das Adjektiv »süßes« und ist daher nicht dekliniert).

Je nach Bedeutung:
- höher liegende unbewaldete Hänge (ohne Komma, sofern es auch tiefer liegende unbewaldete Hänge gibt)
- höher liegende, unbewaldete Hänge (mit Komma, sofern die tiefer liegenden Hänge bewaldet sind)

Mit geringem Bedeutungsunterschied:
- langes[,] blondes Haar
- helle[,] kernlose Trauben
- unsere freiheitliche[,] demokratische Grundordnung“[8]

### Appositionen
Lockere Appositionen (Beifügungen) werden in Kommata eingeschlossen:
„Peter Meier, 70 Jahre, war früher Vorstandsvorsitzender.“
Der Zusatz „70 Jahre“ ist die Beifügung. Der Satz könnte auch umgekehrt konstruiert werden:
„Peter Meier, früherer Vorstandsvorsitzender, ist 70 Jahre alt.“
Appositionen können manchmal ziemlich komplex und dabei länger als der Hauptsatz sein:
„Die Schimmelpilz AG, eine deutsche Firma mit einer langen und durchaus wechselvollen Geschichte, existiert noch.“
Wenn jedoch der Beisatz Teil eines Namens ist, dann steht kein Komma.
„Heinrich der Löwe wurde in Braunschweig begraben.“

### Parenthesen
Parenthesen (Einschübe) werden in Kommata eingeschlossen, wenn sie nicht schon mit Gedankenstrichen eingeschlossen sind:
„Eines Tages, es war mitten im Sommer, hagelte es.“

### Nebensätze
Nebensätze werden durch Kommata abgetrennt. Zu den Nebensätzen gehören die mittels einer Konjunktion bzw. hier speziell: Subjunktion verbundenen Sätze und die Relativsätze.
Beispiele:
„Alle rannten weg, als der Untote aus dem Grabe stieg.“
„Wir ziehen uns Kleidung an, weil wir nicht nackt sein wollen.“
„Das Auto, das ich letzte Woche kaufte, ist schon kaputt.“
Der Satzteil das ich letzte Woche kaufte ist ein eingeschobener Relativsatz, der durch Kommata begrenzt wird.
„Peter wusste, dass das nicht gut gehen könne.“
Hier liegt ein Objektsatz vor. Die Frage lautet: Was wusste Peter?
Zuletzt werden Kommata auch bei indirekten Fragesätzen und bei der Wiedergabe indirekter Rede in einem Satzteil verwendet:
„Er fragte mich, wo der Bahnhof sei.“
„Er räumte ein, er sei des Griechischen nicht kundig.“
In gewissen Fällen dürfen Wörter, die einen Nebensatz einleiten, durch ein zusätzliches Komma getrennt werden.
Beispiele:
„Sie schwankte, möglicherweise(,) weil sie betrunken war.“
„Sie war immer hellwach, egal(,) wann sie aufgestanden war, und konnte deshalb gut arbeiten.“
„Sie konnte nicht lesen, geschweige denn(,) dass sie fehlerfrei schreiben konnte.“

### Vergleichssätze
Das Komma trennt Vergleichssätze, eine Form der adverbialen Nebensätze, die mit „als“ oder „wie“ eingeleitet werden, vom übergeordneten Satz.
Beispiel:
„Sie arbeitete genauso lange, wie sie es vorgehabt hatte.“
Satz 1: Sie arbeitete genauso lange. Satz 2: Sie hatte es vorgehabt.
Wenn der zu vergleichende Teil des Satzes jedoch kein vollständiger Satz ist, dann entfällt das Komma:
„Ich mag Milcheis lieber als Fruchteis.“
„Ich bin genauso klug wie du.“

### Infinitivgruppe
Nach der Anpassung der Kommaregeln im Juli 2024 muss eine Infinitivgruppe mit Komma abgegrenzt werden – eine Infinitivgruppe innerhalb eines Satzes also mit zwei Kommata –, wenn es sich um einen erweiterten Infinitiv handelt. Dabei können drei Fälle vorliegen:
- Die Infinitivgruppe ist mit um, ohne, statt, anstatt, außer, als eingeleitet. Beispiele: „Sie hat sich nicht so angestrengt, um jetzt zu verschwinden.“ / „Sie hat trainiert, ohne zu schwitzen.“

- Die Infinitivgruppe hängt von einem Substantiv, Korrelat oder Verweiswort ab. Beispiele: „Er wurde beim Versuch, den Tresor zu knacken, vom Nachtwächter überrascht.“ / „Anita liebt es, lange auszuschlafen.“ / „Daran, jetzt zu verschwinden, hatte er nicht gedacht.“
- Seit Juli 2024 sind ebenfalls erweiterte Infinitive, die keinen einleitenden Ausdruck (um, ohne etc.) und kein Korrelat aufweisen, mit Kommata abzutrennen. Während zuvor das Komma bei Sätzen wie „Maria verbietet ihrem Sohn, nach draußen zu gehen.“ oder „Sie riet ihm, Kontakt mit seinem Kontrahenten aufzunehmen.“ freiwillig war, ist es seit der Regeländerung verbindlich.[10]

Die Beispiele bisher enthielten alle einen erweiterten Infinitiv. Wenn ein nicht erweiterter, bloßer Infinitiv vorliegt, darf nach reformierter deutscher Rechtschreibung das Komma weggelassen werden, sofern keine Missverständnisse entstehen (§ 73 E2).
„Den Plan(,) abzureisen(,) hatte sie schon lange gefasst.“
„Die Angst(,) zu fallen(,) lähmte seine Schritte.“
„Thomas dachte nicht daran(,) zu gehen.“
Es gibt aber auch Fälle, bei denen die Infinitivgruppe nicht vom übergeordneten Satz abgetrennt werden kann. Dies trifft dann zu, wenn die Infinitivgruppe in die verbale Klammer des Begleitsatzes einbezogen ist, etwa wenn der Infinitiv zwischen Bestandteilen eines mehrteiligen Prädikats steht.
„Du musst zu lügen versuchen (verbale Klammer: musst – versuchen)“
„Er hat nicht zu protestieren gewagt (verbale Klammer: hat nicht – gewagt)“
Das Komma kann ebenfalls nicht gesetzt werden, wenn die Infinitivgruppe als Subjekt in einen eingeleiteten Nebensatz eingebettet ist.
„Er sagte, dass Kinder zu haben oft mit vielen Schwierigkeiten verbunden sei.“
Bei Infinitivgruppen wird kein Komma gesetzt, wenn sie von den Verben sein, haben, brauchen, pflegen, scheinen und von drohen, versprechen im übertragenen Sinn abhängen.
„Der Tag versprach schön zu werden.“

### Partizip
Genauso wie mit dem erweiterten Infinitiv verhält es sich auch mit dem Partizip (I und II):
„Ein spannendes Buch lesend, bemerkte sie nicht, dass es zu regnen begann.“
„Am Reiseziel angekommen, gingen wir sofort ins Hotel.“
Nach neuer Rechtschreibung ebenfalls zulässig:
„Ein spannendes Buch lesend bemerkte sie nicht, dass es zu regnen begann.“
„Am Reiseziel angekommen gingen wir sofort ins Hotel.“
Auch bei den Partizipgruppen gibt es obligatorische Kommata. Dies ist der Fall, wenn die Wortgruppe mit einem hinweisenden Wort („so“ oder Ähnliches) angekündigt wird.
„Aus vollem Halse lachend, so kam er daher.“
„Mit dem Rucksack bepackt, so standen wir vor dem Tor.“

### Konjunktionen
| Konjunktion           | Bei Aufzählungen gleichrangiger Teilsätze, Wortgruppen oder Wörter (also keiner Aufzählung selbstständiger Sätze) verwendet man Konjunktionen stets ohne Komma. (§ 72) | Bei Aufzählungen gleichrangiger Sätze „setzt man in der Regel kein Komma.“ (§ 72) – Jedoch „kann man ein Komma setzen, um die Gliederung des Ganzsatzes deutlich zu machen.“ (§ 73) |
| --------------------- | --- | --- |
| und                   | „Er stand auf und ging.“ | „Er stand auf(,) und dann ging sie.“ (→ siehe auch unten) |
| oder                  | „Gib mir einen Hut, einen Mantel oder etwas Ähnliches.“ | „Gib mir einen Hut, einen Mantel(,) oder ich gehe ohne etwas fort.“ |
| beziehungsweise/bzw.  | „Die Ausbildung bzw. die Fortbildung führen zum Abschluss.“ | „Sie wurde dann müde(,) bzw. bald überfiel sie der Schlaf.“ |
| sowie/wie ( = und)    | „Ausbildung wie anschließende Fortbildung führen zum Ziel.“ | [ 14 ] |
| entweder … oder       | „Entweder erscheinen sie pünktlich oder gar nicht.“ | „Entweder war dann Ruhe(,) oder sie verschwanden sofort.“ |
| nicht … noch          | „Sie werden bis zum Schluss nicht rasten noch ruhen.“ | „Der Kaffee schmeckte nicht(,) noch war das Café gemütlich.“ |
| sowohl … als/wie auch | „Die Torte schmeckte sowohl ihm wie auch seiner Frau sehr.“ | [ 14 ] |
| weder … noch          | „Sie kennt weder seine Telefonnummer noch seine Adresse.“ | „Weder fiel ein Dankeswort(,) noch sagte er überhaupt etwas.“ |

Der Sinn der „Kann-Regelung“ von Kommata zwischen mit „und“ verbundenen Hauptsätzen („selbstständigen Sätzen“) zeigt sich bei längeren Konstrukten. So können Leser bei dem Satz „Die Polizei verhaftete den Hauptverdächtigen und seine Gattin sowie ihre drei Kinder, die sich in derselben Wohnung aufhielten, mussten dies mit ansehen“ erst durch das Prädikat („mussten“) des zweiten Hauptsatzes feststellen, dass bei „und“ ein neuer Hauptsatz begann und die Polizei eben nicht die Ehefrau und die Kinder verhaftete. Hier ist ein Komma vor dem „und“ nach § 73 angebracht und ersichtlich, warum die alte Regelung als Variante erlaubt blieb.
Ebenso gut können ein Punkt oder ein Semikolon das „und“ ersetzen („Die Polizei verhaftete den Hauptverdächtigen. Seine Gattin …“) bzw. klarer als ein Komma den ersten vom zweiten Hauptsatz trennen („Die Polizei verhaftete den Hauptverdächtigen. Und seine Gattin …“). Es ist daher stets zu fragen, wie sinnvoll die Verbindung zweier Hauptsätze durch eine Konjunktion ist und wie man dies syntaktisch gestaltet. Die Verantwortung der Lesbarkeit tragen letztlich Autoren und Lektorat.
Die meisten Tageszeitungen und Buchverlage setzen abweichend von § 72 weiterhin regelmäßig Kommata vor Konjunktionen, nicht aber gängige Kinderbuchverlage (zum Beispiel Oetinger oder Thienemann), die nach der Reform von 1996 optionale Kommas aus bestehenden Texten entfernten.

### Datums- und Zeitangaben
Mehrteilige Datums- und Zeitangaben gelten als Aufzählungen oder als Fügungen mit Beisatz und werden demnach durch Kommas getrennt. Das letzte schließende Komma vor der Fortführung des Satzes ist freigestellt.
Beispiele: Sie entbindet Dienstag, den 18. September.
Sie entbindet am Dienstag, dem 18. September.
Sie entbindet am Dienstag, dem 18. September, um 13 Uhr.
Sie entbindet am Dienstag, dem 18. September, um 13 Uhr[,] voraussichtlich einen Jungen.
In Briefköpfen werden Ortsangabe und Datumsangabe durch ein Komma getrennt.
Beispiele: Münster, 3. Dez. 1998

Münster, den 3. Dez. 1998

### Kommasetzung bei direkter Rede
Besteht ein Satz aus direkter Rede sowie weiteren Satzteilen und steht die direkte Rede nicht am Ende des gesamten Satzes, so wird sie von den folgenden Satzteilen durch ein Komma abgetrennt. Dies gilt auch dann, wenn die direkte Rede selbst mit einem Ausrufezeichen oder Fragezeichen abgeschlossen wird. Beispiel:
Sie fragte: „Wird es heute schön bleiben?“, und zog ihren Mantel an. – Ich rief: „Guten Abend!“, und ging.
Wenn die direkte Rede mit einem Punkt enden würde, wird dieser weggelassen. Beispiel:
„Ich gehe nach Hause“, sagte er und öffnete die Tür. – „Bleib noch ein wenig“, bettelte sie ihn an.

## Verbreitete Kommasetzungsfehler
Neben der Auslassung von Kommata, die nach den hier angeführten Regeln gesetzt werden müssen, begehen viele Schreibende auch Zeichensetzungsfehler, die darin bestehen, Kommata an Stellen zu setzen, wo keine hingehören. So hat das – fehlerhafte – Setzen von Kommata nach dem syntaktischen Vorfeld in den letzten Jahrzehnten solche Verbreitung gefunden, dass die Linguistik dafür bereits einen Fachausdruck verwendet: „Vorfeldkomma“. Ein Beispiel: „Von der inhaltlichen Perspektive her, lassen sich drei Gründe festmachen …“.
Weit verbreitet ist außerdem die fehlerhafte Setzung eines Kommas vor Konjunktionen in einer Aufzählung, häufig also vor einem „und“, vor allem jedoch vor „sowie“, was bei der Kommasetzung im Englischen zwar üblich ist, im Deutschen aber gerade nicht: „Von den Amtssprachen werden im internen Verkehr der EU-Organe vor allem Englisch, Französisch, und Deutsch als Arbeitssprachen verwendet.“
Häufig verwechselt werden auch Vergleiche mit als und wie mit Nebensätzen bzw. Nebensatzeinleitungen. So wird bei einem einfachen Vergleich (ohne konjugiertes Verb) kein Komma gesetzt. Diese Regel wird oft missachtet, indem bei Satzkonstruktionen folgender Art das Komma gesetzt wird: Zuhause ist es schöner als am Strand. / Du kamst früher als erwartet. Hier darf vor als kein Komma gesetzt werden, da der verbale Teil fehlt. Bei folgenden Beispielen ist das Komma jedoch zwingend notwendig, da auf einen Hauptsatz ein Nebensatz folgt: Zuhause ist es schöner, als es am Strand ist. / Du kamst früher, als ich erwartet hatte.